# 16. zračnodesantna brigada (Združeno kraljestvo)
16. zračnodesantna brigada (angleško 16th Air Assault Brigade) je elitna zračnodesantna enota oboroženih sil Združenega kraljestva, ki pa je zmožna tudi padalskih operacij. Trenutno je najnovejša in največja brigada v sestavi kopenske vojske Združenega kraljestva.

## Zgodovina
Brigada je nastala z združitvijo 5. in 24. zračnoprevozne brigade. Hkrati so ji dodali tudi helikopterski del, ter ji tako omogočili samostojno delovanje.

## Organizacija
- poveljstvo
- 216. bataljon za zvezo, Kraljevi vezisti
- vod stezosledcev
- Zračnodesantno letalstvo
3. polk, Zračni korpus Kopenske vojske Združenega kraljestva
4. polk, Zračni korpus Kopenske vojske Združenega kraljestva
9. polk, Zračni korpus Kopenske vojske Združenega kraljestva
- Zračnodesantna pehota
padalski bataljon
padalski bataljon
pehotni bataljon
- Artilerijske enote
7. padalski polk, Kraljeva konjeniška artilerija
21. zračnoobrambna baterija, Kraljeva artilerija
- Inženirske enote
9. padalski bataljon, Kraljevi inženirci
51. poljski bataljon, Kraljevi inženirci
- Oklepno-izvidniške enote
bataljon, Gospodinjski konjeniški polk
- Logistične enote
13. zračnodesantni podporni polk, Kraljevi podporni korpus
7. bataljon, Kraljevi električni in mehanični inženirji
- Sanitetne enote
13. sanitetni polk za bližnjo podporo
- Vojaška policija
156. Provost četa
- RAF helikopterska podpora
Podporna helikopterska enota RAF
- RAF zračni transport
47. zračnomobilni bataljon

## Oprema inoborožitev
Brigada in vse podrejene/dodeljene enote imajo skupaj:
- 48 Apache Longbow Attack helikopterjev bo nadomestilo trenutne Lynx mark 9
- 24 Lynx z TOW izstrelki
- 18 lahkih topov 105 mm
- sistemi Javelin
- minometi
- težki mitraljezi
- protioklepni sistemi MILAN
- 12 oklepnih izvidniških vozil Scimitar
- Puma helikopterji
- Chinook helikopterji
- 55 taktičnih transportnih letal C-130 Herkules